# Distretto di Chamni
Il distretto di Chamni (in thailandese: ชำนิ) è un distretto (amphoe) della Thailandia, situato nella provincia di Buriram.